# Рене Генріксен
Рене Генріксен (дан. René Henriksen, нар. 27 серпня 1969, Глоструп) — данський футболіст, що грав на позиції захисника. Футболіст року в Данії (2000).
Виступав за клуби «Академіск» та «Панатінаїкос», а також національну збірну Данії. У складі збірної Данії брав участь у двох чемпіонатах світу і двох чемпіонатах Європи.

## Клубна кар'єра
У дорослому футболі дебютував 1988 року виступами за команду «Академіск» з Копенгагена у нижчих данських дивізіонах. Починав грати на позиції нападника, але в підсумку розкрився як центральний захисник. У сезоні 1995/96 разом з клубом вийшов у Суперлігу, а за рік до цього команда вийшла у фінал Кубка Данії. Лише у 27 років Рене став гравцем основи копенгагенців, до цього він був гравцем заміни. У сезоні 1998/99 «Академіск» вперше потрапив до трійки кращих клубів країни, а також завоював Кубок, після чого Генріксен перейшов др грецького «Панатінаїкоса», сума угоди склала kr 20 000 000.
У складі грецького клубу Рене дійшов до чвертьфіналу Ліги чемпіонів 2001/02, де їх переграла «Барселона», також в сезоні 2003/04 виграв чемпіонат і Кубок Греції. У 2000 році Генріксен був названий «Футболістом року в Данії».
У сезоні 2005/06 повернувся в «Академіск», який ледь не вилетів з Першого дивізіону Данії. Цей сезон став для Рене останнім на професійній арені.

## Виступи за збірну
1998 року Бу Юганссон запросив Генріксена в збірну Данії, назвавши його «новим Мортеном Ольсеном». Дебютував в офіційних іграх у складі національної збірної Данії Рене в товариському матчі проти Шотландії (1:0), вийшовши на заміну в перерві замість захисник Джейкоба Ларусена. Провівши за збірну кілька товариських зустрічей, Генріксен був включений в заявку на участь у чемпіонаті світу 1998 року у Франції, але на поле так і не вийшов.
Через два роки начемпіонат Європи 2000 року у Бельгії та Нідерландах Генріксен поїхав вже в ранзі незамінного гравця оборони і повністю відіграв усі 3 матчі команди на турнірі. 
Після цього на чемпіонаті світу 2002 року в Японії і Південній Кореї та чемпіонаті Європи 2004 року у Португалії, а Генріксен також був незамінним гравцем основи. Програний збірній Чехії чвертьфінал Євро-2004 став останнім матчем в міжнародній кар'єрі Рене. При цьому після чемпіонату світу 2002 року він був капітаном збірної. Всього протягом кар'єри у національній команді, яка тривала 7 років, провів у формі головної команди країни 66 матчів, в тому числі 25 як капітан.

## Титули і досягнення

### Командні
«Академіск»
- Перший дивізіон Данії:
  - Друге місце: 1995/96 (вихід в Суперлігу)
- Кубок Данії:
  - Переможець: 1998/99
  - Фіналіст: 1994/95

«Панатінаїкос»
- Чемпіонат Греції:
  - Чемпіон: 2003/04
  - Віце-чемпіон: 1999/00, 2000/01, 2002/03, 2004/05
- Кубок Греції:
  - Переможець: 2003/04

### Особисті
- Футболіст року в Данії: 2000